# Annot
Annot település Franciaországban, Alpes-de-Haute-Provence megyében. Lakosainak száma 1013 fő (2022. január 1.). Annot Allons, Braux, Le Fugeret, Saint-Benoît, Ubraye és Vergons községekkel határos.

## Népesség
A település népessége az elmúlt években az alábbi módon változott:
| Lakosok száma | 846  | 1035 | 1053 | 1015 | 1068 | 1049 | 1042 | 1031 | 1021 | 1013 |
|               | 1968 | 1982 | 1990 | 2006 | 2013 | 2015 | 2017 | 2019 | 2020 | 2022 |